# Tour of Lithuania
Die Tour of Lithuania (zu Deutsch: Litauen-Rundfahrt) ist ein Straßenradrennen für Männer in Litauen.
Das Etappenrennen wurde erstmals in der Saison 2024 ausgetragen. Es ist Teil der UCI Europe Tour und in die UCI-Kategorie 2.2 eingestuft. Die Strecke führt in fünf Etappen durch verschiedene Regionen des Landes. Der Kurs ist ausnahmslos flach, eine Bergwertung wird deshalb nicht vergeben.

## Palmarès
| Jahr | Sieger        | Zweiter                | Dritter        |
| ---- | ------------- | ---------------------- | -------------- |
| 2024 | Mads Andersen | Kristiāns Belohvoščiks | Mathias Larsen |
| 2025 | Martin Laas   | Karl Kurits            | Oskar Winkler  |